# Старый Мичан
Старый Мичан (тат. Иске Мичән) — село в Сабинском районе Республики Татарстан, административный центр Мичанского сельского поселения.

## Географическое положение
Село находится на реке Малая Мёша, в 15 км к северо-западу от районного центра, посёлка городского типа Богатые Сабы.